# Rhinogobius sagittus
Rhinogobius sagittus es una especie de pez de la familia de los Gobiidae en el orden de los Perciformes.

## Morfología
Los machos pueden llegar a alcanzar los 3,5 cm de longitud total.

## Hábitat
Es un pez de Agua dulce, de clima subtropical y demersal.

## Distribución geográfica
Se encuentran en Asia: Fujian (la China ).

## Observaciones
Es inofensivo para los humanos.